# Несстрём, Бритт-Мари
Бритт-Мари Несстрём (род. 1942) — шведский историк религии и профессор Гетеборгского университета. Исследования охватывают древнюю скандинавскую религию, религии древности, роль женщин в истории религии и новые религиозные движения.